# Mouvement des Forces armées
Pour les articles homonymes, voir MFA.
Le Mouvement des Forces Armées (portugais : Movimento das Forças Armadas), ou MFA, est un mouvement révolutionnaire portugais qui fit tomber la dictature de l'Estado Novo en 1974 lors de la Révolution des Œillets. Le MFA était composé essentiellement de jeunes capitaines de l'armée de terre ayant pour la plupart servi dans les guerres coloniales portugaises. Ils s'étaient organisés par rejet des guerres coloniales et de la dictature salazariste. Parmi les dirigeants du MFA, on peut citer Otelo Saraiva de Carvalho et Salgueiro Maia.

## Origines du MFA
Avant de devenir un mouvement politique cherchant à renverser le régime dictatorial portugais, le MFA apparaît en réaction aux décrets-lois datés respectivement du 13 juillet et du 20 août 1973. Ces décrets doivent faciliter le passage des officiers appartenant au Cadre Spécial (les miliciens) vers le Cadre Permanent (les officiers de carrière). Le gouvernement cherche à pallier le manque d'officiers sur le front africain. Le Portugal est plongé dans une guerre coloniale sur plusieurs fronts depuis les années 1960.
De nombreux officiers, de plus en plus critiques sur la manière de mener cette guerre, très éprouvés par la dureté du conflit et ne supportant plus d'être rendus responsables des échecs sur le terrain, s'indignent de cette réforme.
Le décret est aussitôt remanié pour calmer les troupes : les promotions de miliciens ne menaceront plus les officiers supérieurs mais le problème reste inchangé pour les capitaines et les subalternes qui se sentent lésés.
Le 28 août, 51 officiers de Guinée portugaise signent une déclaration envoyée au Président de la République, au Président du Conseil et au Ministre de la Défense. Ils y affirment que leur prestige est remis en cause par la situation. D’autres officiers suivent.
En septembre, une circulaire diffusée dans les unités appelle à la réflexion sur les problèmes de l’armée et sur la suite à donner aux décrets. On cherche à créer des contacts. C’est dans ce contexte que Dinis de Almeida, Vasco Lourenço, Rosario Simoes, Carlos Camilo et Bicho Beatriz proposent une rencontre secrète censée se tenir à Alcáçovas.
Malgré des fuites, 136 officiers répondent à l'appel le 9 septembre au Monte Sobral. Le débat est tendu car déjà apparaissent des dissensions entre les légalistes et les partisans du coup d’état. C'est pourtant la voie légaliste qui l'emporte. On s’accorde sur l’envoi d’une lettre au Président du Conseil demandant de révoquer les décrets-lois. Les organisateurs restent chargés de constituer la première commission du mouvement. Le MFA est né. C'est d'abord un mouvement corporatiste qui s'organise pour défendre le statut des officiers de carrière.